# Ii Naotaka
Ii Naotaka (井伊 直孝, 16 mars 1590 - 16 août 1659) est un daimyo du début de l'époque d'Edo qui sert le shogunat Tokugawa. Il est le fils de Ii Naomasa, le célèbre général Tokugawa[pas clair].
Naotaka participe au siège d'Osaka à la place de son frère Naokatsu, où il acquiert une immense réputation du fait de ses exploits à Tennōji-ku. Après la bataille, il reçoit les terres de son frère à Sawayama dans la province d'Omi. Il achève la construction du château de Hikone en 1622, projet lancé par son frère en 1603.
Naotaka et son père Naomasa sont des personnages joueurs de l'armée de l'Est dans le jeu vidéo Kessen.